# Fernando Salinas (Texas)
Fernando Salinas è un census-designated place (CDP) degli Stati Uniti d'America della contea di Starr nello Stato del Texas. La popolazione era di 15 abitanti al censimento del 2010.

## Geografia fisica
Fernando Salinas è situata a 26°23′52″N 98°49′52″W (26.397879, -98.831072).
Secondo lo United States Census Bureau, il CDP ha una superficie totale di 0,05 km², dei quali 0,05 km² di territorio e 0 km² di acque interne (0% del totale).

## Società

### Evoluzione demografica
Secondo il censimento del 2010, la popolazione era di 15 abitanti.

### Etnie e minoranze straniere
Secondo il censimento del 2010, la composizione etnica del CDP era formata dal 100% di bianchi, lo 0% di afroamericani, lo 0% di nativi americani, lo 0% di asiatici, lo 0% di oceanici, lo 0% di altre razze, e lo 0% di due o più etnie. Ispanici o latinos di qualunque razza erano il 93,33% della popolazione.